# T. D. Jakes
Thomas Dexter Jakes, Sr. (né le 9 juin 1957) est un pasteur chrétien évangélique non confessionnel, auteur et réalisateur de films. Il est l'évêque de The Potter's House, une méga-église. Il a été conseiller spirituel du président Barack Obama.

## Biographie
T.D Jakes est né le 9 juin 1957 dans le Sud de Charleston, en Virginie-Occidentale et a grandi à Vandalia .

### Ministère
En 1982, Jakes est devenu le pasteur de the Greater Emmanuel Temple of Faith, une petite église pentecôtiste indépendante, à Montgomery, dans l'Ouest de la Virginie, comptant une dizaine de membres. Au cours de ces années, l’église s'est agrandie. L'Église a été déplacée à Montgomery, puis à Smithers, et enfin à South Charleston . Pendant ce temps, il a commencé une radio évangélique The Master's Plan qui a fonctionné entre les années 1982 et 1985. En 1988, il a rejoint la dénomination Higher Ground Always Abounding Assemblies fondée par l’évêque Sherman Watkins . Watkins a ordonné Jakes en tant que ministre de la "Higher Ground Assembly" et l'a encouragé à fonder une église dans les alentours de Charleston en Virginie-Occidentale. 
Jakes a également profité de cette période pour débuter une formation par correspondance dispensée par la Friends International Christian University, une université en ligne non accréditée. Jakes a complété un Bachelor of Arts et un master en études bibliques en 1990, et un doctorat en Ministère de la "Friends International Christian University" en 1995.
En 1993, il a commencé une émission télé "The Potter's touch" diffusée sur Trinity Broadcasting Network. Cette même année, il a publié son premier livre "Woman, Thou Art Loosed". Il en fera l'adaptation cinématographique en 2004.
En 1994, il a tenu une conférence qui allait devenir un évènement annuel pour les ministres et leurs conjointes, "Quand les Bergers Saignent (When Shepherds Bleed)" .
En 1995, il a fondé "TDJ Enterprises" qui assure la publication de ses livres et la production de ses films,.
En 1996, il a fondé l'église The Potter's House à Dallas.
En 2009, il est devenu l'un des 5 conseillers spirituels du président Barack Obama .
En 2016, le programme "T.D Jakes" a été annoncé sur le réseau KONG . Le 15 mars 2017, l'émission a été annulée en raison de faibles audiences.

## Livres
- L'Intimité Avec Dieu
- Aimé par
- Nu Et Sans honte ?
- Perdre Cet Homme Et De Le Laisser Aller
- Perdre Cet Homme Et De Le Laisser Aller Workbook
- En Vous Positionnant À Prospérer
- Repositionnez Vous-même: une Vie Sans Limites
- Il-Motions : Même Les Hommes Forts De La Lutte
- À l'aide ! Je suis Élever Mes Enfants Seule: Un Guide pour les Dames et Ceux Qui ont Parfois le sentiment qu'Ils Sont
- Les dix Commandements de Travail dans un Environnement Hostile
- Les Promesses De Dieu Pour Les Femmes Célibataires
- Femme, Tu es libérée: la Guérison des Blessures du Passé
- Femme, Tu Es Délié De Dévotion
- La Dame, Son Amant et Son Seigneur
- Maximiser le Moment : Le Plan d'Action de Dieu pour votre vie
- Si vous Vous Appelez un Homme?: Enfin... une Dévotion pour le commun des Hommes avec un Potentiel Extraordinaire
- Dieu est une grande Dame
- Sa Dame
- Jésus marche (avec moi)
- Mettez de Côté le Poids
- Papa Aime Ses Filles
- Le Plus Grand Investissement
- Maman a Fait la Différence
- TD Jakes Parle aux Hommes, les
- Vaincre l'Ennemi
- De la Croix de la Pentecôte
- La vie Débordante: les Six Piliers de l'Abondance de Vie
- Pas Facilement Cassé, 2006
- Avant de le Faire : Faire de Grands Décisions Que Vous ne Regretterez pas, Atria Books, 2008.  (ISBN 978-1-4165-4728-0)
- La Mémoire de Couette : Un conte de Noël pour Notre Temps, 2009
- Le laisser aller : pardonner de sorte que vous pouvez être pardonné , 2012
- Instinct : Le Pouvoir De Déclencher Inné De Votre Voiture, 2014, Hachette Book Group.  (ISBN 1455554049) [14]
- Destiny : Une Étape Dans Votre But,Août 2015,Hachette Book Group.  (ISBN 978-1-4555-5397-6)

## Filmographie
- 2004 : Woman Thou Art Loosed : Lui-même (inspiré du roman de Jakes du même nom)
- 2009 : Les Liens sacrés (Not Easily Broken) : Allen (inspiré du roman de Jakes du même nom)
- 2011 : Jumping the Broom : Reverend James
- 2011 : Winnie : Producteur exécutif
- 2010 : Munya: Reverend Brian
- 2012 : Woman Thou Art Loosed: On the 7th Day : Lui-même
- 2012 : Sparkle : Producteur
- 2014 : Et si le ciel existait ? : Producteur
- 2016 : Miracles du Ciel : Producteur
- 2018 : Faith Under Fire : Producteur exécutif